# Meus Prêmios Nick de Música do Ano
O Meus Prêmios Nick de Música do Ano é um dos prêmios oferecidos durante a realização do Meus Prêmios Nick, destinado a música que mais fez sucesso no ano corrente.

## Vencedores
| Ano  | Vencedora            | Artista      |
| ---- | -------------------- | ------------ |
| 2012 | Não é Normal         | NX Zero      |
| 2014 | Tudo Que Você Quiser | Luan Santana |
| 2015 | Escreve Aí           | Luan Santana |
| 2016 | "Ela Só Quer Paz"    | Projota      |
| 2017 | Acordando o Prédio   | Luan Santana |
| 2018 | Medicina             | Anitta       |
| 2019 | Facilita             | Kevinho      |
| 2020 | Áudio de Desculpas   | Manu Gavassi |
| 2021 | Girl from Rio        | Anitta       |